# Keraudrenia corollata
Keraudrenia corollata är en malvaväxtart som först beskrevs av Joachim Steetz, och fick sitt nu gällande namn av George Claridge Druce. Keraudrenia corollata ingår i släktet Keraudrenia och familjen malvaväxter.

## Underarter
Arten delas in i följande underarter:
- K. c. acuminata
- K. c. denticulata